# Perfetti innamorati
Perfetti innamorati è stato un programma televisivo prodotto da Rai con Toro produzioni e condotto da Georgia Luzi e Marco Liorni. La puntata pilota è andata in onda in prima serata su Rai1 il 18 gennaio 2011.

## Il programma
Lo show consiste nella sfida tra cinque coppie, in procinto di sposarsi, che dovranno sottoporsi a cinque prove: dire, fare, baciare, lettera e testamento. La coppia vincitrice, vincerà il viaggio di nozze per il loro futuro matrimonio.

## Ospiti

### Puntata pilota
- Kaspar Capparoni
- Fiona May
- Stefania Sandrelli

## Ascolti

### Puntata pilota
La puntata pilota, trasmessa in prima serata su Rai1 il 18 gennaio 2011, è stata accolta da appena 2.927.000 telespettatori ed uno share pari al 10,97%*